# Salzkammergut
Salzkammergut er et område i Østrig, der omfatter 54 kommuner og strækker sig fra byen Salzburg til Dachstein. Det ligger i tre delstater: 72 % ligger i Oberösterreich, 16 % i Steiermark og  12 % i Salzburg. Områdets hovedflod er Traun, der er en biflod til Donau.
Navnet betyder "Saltkammerets gods" og refererer til det kejserlige saltkammer, som drev de værdifulde saltminer i Habsburg-dynastiet. Området er meget rigt på saltforekomster.
En del af området (det indre Salzkammergut omkring Hallstatt og Dachstein) blev optaget på UNESCO's Verdensarvsliste i 1997 pga. menneskelig aktivitet siden 2.000 år f.Kr., og at saltet udgjorde områdets rigdom frem til midten af det 20. århundrede.

## Geografi
Salzkammerguts landskab er præget af floden Traun med 76 større og mindre søer, Salzkammergutbjergene samt de omkringliggende bjerge (Dachstein, Totes Gebirge og Höllengebirge). Stort set hele Salzkammergut er formet af istidens Dachsteingletsjer, der strakte sig ud over Salzkammerguts nordgrænse. Ved gletsjerens tilbagetrækning til dens nuværende udstrækning dannedes mange søer og moseområder.
Bjergene er dannet af kalksten, der med sin høje karstificeringsgrad har dannet mange huler. Således finder man i Dachstein ikke kun Østrigs længste hule (Hirlatzhöhle), men også dem med flest drypsten i de Nordlige Kalkalper (Gasselhöhle, Schauhöhle).

## Historie
Man har sporet beboelse af området fra yngre stenalder, hvor "Mondseekulturen" mellem 3600 og 3300 f.Kr. byggede pælehuse ved søerne.
Kelterne og Illyrerne udnyttede saltforekomsterne i Salzkammergut, og en hel epoke er navngivet efter det: Hallstattkulturen efter Hallstatt ved Hallstädter See.
Kammergut er en region, som var ejet af landets regent, huset Habsburg. Den omfattede Burg Wildensteins jorde i Bad Ischl, der strakte sig fra sydenden af Traunsee til Dachstein. Siden 1419 har den været i Huset Habsburgs besiddelse, og da dets regentperiode blev indledt fra 1438 hhv. 1452, var den fra denne tid i kejseren besiddelse.
Helt ind i det 19. århundrede hørte regionen ind under saltmyndigheden i Wiens finansministerium, som administrerede Østrigs saltmonopol. Under denne tid blev tilstødende områder lagt ind under Salzkammergut for at dække det enorme behov for træ til at syde saltet.

## Økonomi
Turismen har spillet en stor rolle for området i mere end hundrede år. Salzkammergut regnes som  et godt sommerferieområde, og kejser Frans Joseph I. havde sit sommerdomicil Kaiservilla i Bad Ischl, hvorfra han regerede landet om sommeren. Det var også her kejseren underskrev krigserklæringen mod Serbien i juli 1914, som udløste 1. verdenskrig.
Området har opbygget en omfattende turistindustri, der bl.a. omfatter badning og vandski i de mange søer, bjergvandring, cykel- og rideferier, vintersport og kulturelle begivenheder. Hertil kommer mange kurbade.
Industrier findes i Ebensee, Gmunden, Laakirchen og Steyrermühl. Salzkammergut har mange småerhverv og -handel.
47°45′N 13°30′Ø / 47.75°N 13.5°Ø